# Rosa 'Reine Victoria'
Rosa 'Reine Victoria' — сорт роз из группы Бурбонские розы (англ. Bourbon Rose), по другой классификации Старинные (англ. Old Roses) (Бурбон и Ремонтантные (англ. Hybrid Perpetual)) розы. Короткий климбер (англ. Climber).
Сорт назван в честь Королевы Виктории.

## Происхождение
Не раскрыто.
Селекционер: Жозеф Шварц, Франция, 1872 год.

## Биологическое описание
Куст прямостоячий с тонкими побегами. Высота 90—150 см. По другим данным: высота 150—215 см, ширина до 120 см.
Цветки розово-лиловые махровые шаровидные цветки диаметром 5—7 см, одиночные или по 2—3 в соцветиях. Лепестков около 40.
Аромат сильный.
Цветение продолжительное.

## В культуре
Декоративное садовое растение.
Зоны морозостойкости: от 6b (−17,8 °C… −20,6 °C) до более тёплых.